# Ideobisium ecuadorense
Espèce
Ideobisium ecuadorense est une espèce de pseudoscorpions de la famille des Syarinidae.

## Distribution
Cette espèce est endémique de la province de Morona-Santiago en Équateur. Elle se rencontre dans la cordillère du Condor vers la grotte Cueva de los Tayos.

## Description
Le mâle holotype mesure 1,84 mm et la femelle paratype 2,0 mm.

## Étymologie
Son nom d'espèce, composé de ecuador et du suffixe latin -ense, « qui vit dans, qui habite », lui a été donné en référence au lieu de sa découverte, l'Équateur.

## Publication originale
- Muchmore, 1982 : The genera Ideobisium and Ideoblothrus, with remarks on the family Syarinidae (Pseudoscorpionida). Journal of Arachnology, vol. 10, no 3, p. 193-221 (texte intégral).